# 自私的基因
《自私的基因》（英語：The Selfish Gene）是英国演化生物学家理查德·道金斯于1976年出版的书，主要讲述演化的基因学原理，其理论构筑于乔治·威廉斯（George C. Williams）的书《适应与自然选择》（Adaptation and Natural Selection）之上。道金斯使用“自私的基因”来表达基因中心的进化论观点，这种观点和基于物种或生物体的进化论观点不同，能够解释生物体之间的各种利他行为。两个生物体在基因上的关系越紧密，就越有可能表现得无私。
一个物种的进化是为了提升其整体适应度——将自己的基因尽可能多地传给整个群体（而不是个别的个体）。于是，整个种群会朝向进化稳定策略（evolutionarily stable strategy）进化。本书还创造了（meme）一词，用以表示人类社会文化的进化的基本单位，提出“自私”的复制机制同样适用于人类文化。自本书出版以来，成为了很多研究的主题。
在本书30周年纪念版的前言中，道金斯说他已经看到本书的书名给读者留下了不恰当的印象，并在回忆往事时认为他应该听取汤姆·麦奇勒的意见改名叫“永恒的基因”（The Immortal Gene）。

## 基因和选择
道金斯在本书中首次提出了“复制者”（replicator）的概念，认为在原始汤（primordial soup）中，能够复制自身的分子将因为数量优势而获得更佳的持续生存几率，数量更多的“复制者”也拥有更大的演化机遇，而生物体内的“复制者”就是由核酸组成的基因。因为核酸的聚合物结构较为脆弱容易遭到环境因素的分解破坏，基因演化出了通过转录和翻译肽链的方式制造出蛋白质加上磷脂和多糖结合的外壳做为保护和武装自身的“生存机器”（survival machine）——包括衣壳、细胞和各种胞外基质组成的结缔组织，以达到更有效的复制并传播的目的。而通过自然选择和竞争而变得愈加繁琐和多样化的“生存机器”就是不断演化的各类生物体。
道金斯认为，能够帮助生物体存活并繁衍的基因组合也就增加了基因本身被传播下去的可能性。所以，经常“成功”的基因也有利于生物体。比如，帮助生物体抵御疾病的基因在帮助这生物体的同时也同样促使这种基因本身在生物群体中传播开来。
有些时候，基因和生物体的利益会相互冲突。比如在一种螳螂交配的时候，雌性会把雄性吃掉。此时，雄螳螂寻找雌螳螂交配有较大概率被吃掉，是违反自己个体利益的，但这样却会投资下一代，使基因遗传更好的繁衍下去。另一个例子是基因组内部冲突以及垃圾DNA的存在。但在基因和生物体之间不会发生对抗，因为最终胜出的总是基因，除非生物体有足够的智力赋予自身认知层次的管控功能来压制源自基因的本能，使得迷因和基因之间出现控制斗争。比如人类就会出于各种认知原因采用禁欲或生育控制来避免婴儿出生，或出于价值观和信仰做出让自己身死的殉道举动。

## 版本
《自私的基因》初次出版于1976年，包含11个章节以及一篇作者写的序言和一篇罗伯特·特里弗斯（Robert Trivers）写的前言。第二版出版于1989年，增加了两章内容以及一些脚注以反应最新成果，并重写了新的前言。

### 30周年纪念版
2006年，本书的30周年纪念版出版，重新使用了特里弗斯写的前言包括了前两个版本的序言和作者写的简介，并在封底附上了一些评论。同时一起出版了名为“理查德·道金斯：科学家如何改变了我们的思维方式（Richard Dawkins: How a Scientist Changed the Way We Think）”的纪念文集。2006年3月，一次以为题的特别活动在伦敦政治经济学院举行，由海伦娜·克隆宁（Helena Cronin）组织和梅尔文·布拉格（Melvyn Bragg）主持。